# Sindaci di Aquisgrana
Di seguito l'elenco cronologico dei sindaci di Aquisgrana e delle altre figure apicali equivalenti che si sono succedute nel corso della storia.

## Repubblica di Weimar (1918-1933)
| Sindaci (Oberbürgermeister) (1918-1933) | Sindaci (Oberbürgermeister) (1918-1933) | Sindaci (Oberbürgermeister) (1918-1933) | Sindaci (Oberbürgermeister) (1918-1933) | Sindaci (Oberbürgermeister) (1918-1933) |
| Nominativo                              | Partito                                 | Partito                                 | Mandato                                 | Mandato                                 |
| Nominativo                              | Partito                                 | Partito                                 | Inizio                                  | Fine                                    |
| --------------------------------------- | --------------------------------------- | --------------------------------------- | --------------------------------------- | --------------------------------------- |
| Wilhelm Farwick                         |                                         | Partito di Centro Tedesco               | 1918                                    | 30 settembre 1928                       |
| Wilhelm Rombach                         |                                         | Partito di Centro Tedesco               | 30 settembre 1928                       | 2 giugno 1933                           |

## Germania nazista (1933-1945)
| Sindaci (Oberbürgermeister) nominati dal governo (1933-1945) | Sindaci (Oberbürgermeister) nominati dal governo (1933-1945) | Sindaci (Oberbürgermeister) nominati dal governo (1933-1945) | Sindaci (Oberbürgermeister) nominati dal governo (1933-1945) | Sindaci (Oberbürgermeister) nominati dal governo (1933-1945) |
| Nominativo                                                   | Partito                                                      | Partito                                                      | Mandato                                                      | Mandato                                                      |
| Nominativo                                                   | Partito                                                      | Partito                                                      | Inizio                                                       | Fine                                                         |
| ------------------------------------------------------------ | ------------------------------------------------------------ | ------------------------------------------------------------ | ------------------------------------------------------------ | ------------------------------------------------------------ |
| Quirin Jansen                                                |                                                              | Partito Nazionalsocialista Tedesco dei Lavoratori            | 2 giugno 1933                                                | 31 ottobre 1944                                              |
| Franz Oppenhoff                                              |                                                              | Partito Nazionalsocialista Tedesco dei Lavoratori            | 31 ottobre 1944                                              | 25 marzo 1945                                                |

## Zona di occupazione britannica (1945-1949)
| Sindaci (Oberbürgermeister)                                                 | Sindaci (Oberbürgermeister) | Sindaci (Oberbürgermeister)              | Sindaci (Oberbürgermeister) | Sindaci (Oberbürgermeister) |
| Nominativo                                                                  | Partito                     | Partito                                  | Mandato                     | Mandato                     |
| Nominativo                                                                  | Partito                     | Partito                                  | Inizio                      | Fine                        |
| --------------------------------------------------------------------------- | --------------------------- | ---------------------------------------- | --------------------------- | --------------------------- |
| Wilhelm Rombach                                                             |                             | Unione Cristiano-Democratica di Germania | 25 marzo 1945               | 1º febbraio 1946            |
| Sindaci (Oberbürgermeister) nominati dal comando militare britannico (1946) |                             |                                          |                             |                             |
| Nominativo                                                                  | Partito                     | Partito                                  | Mandato                     | Mandato                     |
| Nominativo                                                                  | Partito                     | Partito                                  | Inizio                      | Fine                        |
| Ludwig Kuhnen                                                               |                             | Partito Socialdemocratico di Germania    | 1º febbraio 1946            | 13 ottobre 1946             |
| Sindaci (Oberbürgermeister) eletti dal Consiglio cittadino (1946-1949)      |                             |                                          |                             |                             |
| Nominativo                                                                  | Partito                     | Partito                                  | Mandato                     | Mandato                     |
| Nominativo                                                                  | Partito                     | Partito                                  | Inizio                      | Fine                        |
| Albert Maas                                                                 |                             | Unione Cristiano-Democratica di Germania | 13 ottobre 1946             | 1949                        |

## Repubblica Federale di Germania (dal 1949)
| Sindaci (Oberbürgermeister) eletti dal Consiglio cittadino (1949-1999)   | Sindaci (Oberbürgermeister) eletti dal Consiglio cittadino (1949-1999) | Sindaci (Oberbürgermeister) eletti dal Consiglio cittadino (1949-1999) | Sindaci (Oberbürgermeister) eletti dal Consiglio cittadino (1949-1999) | Sindaci (Oberbürgermeister) eletti dal Consiglio cittadino (1949-1999) | Sindaci (Oberbürgermeister) eletti dal Consiglio cittadino (1949-1999) | Sindaci (Oberbürgermeister) eletti dal Consiglio cittadino (1949-1999) |
| Nominativo                                                               | Partito                                                                | Partito                                                                | Mandato                                                                | Mandato                                                                | Elezione                                                               |                                                                        |
| Nominativo                                                               | Partito                                                                | Partito                                                                | Inizio                                                                 | Fine                                                                   | Elezione                                                               |                                                                        |
| ------------------------------------------------------------------------ | ---------------------------------------------------------------------- | ---------------------------------------------------------------------- | ---------------------------------------------------------------------- | ---------------------------------------------------------------------- | ---------------------------------------------------------------------- | ---------------------------------------------------------------------- |
| Albert Maas                                                              |                                                                        | Unione Cristiano-Democratica di Germania                               | 1949                                                                   | novembre 1952                                                          | Elezione 1946                                                          |                                                                        |
| Hermann Heusch                                                           |                                                                        | Unione Cristiano-Democratica di Germania                               | novembre 1952                                                          | 1973                                                                   | Elezione 1952                                                          |                                                                        |
| Hermann Heusch                                                           | Elezione 1956                                                          | Unione Cristiano-Democratica di Germania                               | novembre 1952                                                          | 1973                                                                   |                                                                        |                                                                        |
| Hermann Heusch                                                           | Elezione 1961                                                          | Unione Cristiano-Democratica di Germania                               | novembre 1952                                                          | 1973                                                                   |                                                                        |                                                                        |
| Hermann Heusch                                                           | Elezione 1964                                                          | Unione Cristiano-Democratica di Germania                               | novembre 1952                                                          | 1973                                                                   |                                                                        |                                                                        |
| Hermann Heusch                                                           | Elezione 1969                                                          | Unione Cristiano-Democratica di Germania                               | novembre 1952                                                          | 1973                                                                   |                                                                        |                                                                        |
| Hermann Heusch                                                           | Elezione 1972                                                          | Unione Cristiano-Democratica di Germania                               | novembre 1952                                                          | 1973                                                                   |                                                                        |                                                                        |
| Kurt Malangré                                                            |                                                                        | Unione Cristiano-Democratica di Germania                               | 1973                                                                   | 18 ottobre 1989                                                        | Elezione 1973                                                          |                                                                        |
| Kurt Malangré                                                            | Elezione 1975                                                          | Unione Cristiano-Democratica di Germania                               | 1973                                                                   | 18 ottobre 1989                                                        |                                                                        |                                                                        |
| Kurt Malangré                                                            | Elezione 1979                                                          | Unione Cristiano-Democratica di Germania                               | 1973                                                                   | 18 ottobre 1989                                                        |                                                                        |                                                                        |
| Kurt Malangré                                                            | Elezione 1984                                                          | Unione Cristiano-Democratica di Germania                               | 1973                                                                   | 18 ottobre 1989                                                        |                                                                        |                                                                        |
| Jürgen Linden                                                            |                                                                        | Partito Socialdemocratico di Germania                                  | 18 ottobre 1989                                                        | 1999                                                                   | Elezione 1989                                                          |                                                                        |
| Jürgen Linden                                                            | Elezione 1994                                                          | Partito Socialdemocratico di Germania                                  | 18 ottobre 1989                                                        | 1999                                                                   |                                                                        |                                                                        |
| Sindaci (Oberbürgermeister) eletti direttamente dai cittadini (dal 1999) |                                                                        |                                                                        |                                                                        |                                                                        |                                                                        |                                                                        |
| Nominativo                                                               | Partito                                                                | Partito                                                                | Mandato                                                                | Mandato                                                                | Elezione                                                               |                                                                        |
| Nominativo                                                               | Partito                                                                | Partito                                                                | Inizio                                                                 | Fine                                                                   | Elezione                                                               |                                                                        |
| Jürgen Linden                                                            |                                                                        | Partito Socialdemocratico di Germania                                  | 1999                                                                   | 21 ottobre 2009                                                        | Elezione 1999                                                          |                                                                        |
| Jürgen Linden                                                            | Elezione 2004                                                          | Partito Socialdemocratico di Germania                                  | 1999                                                                   | 21 ottobre 2009                                                        |                                                                        |                                                                        |
| Marcel Philipp                                                           |                                                                        | Unione Cristiano-Democratica di Germania                               | 21 ottobre 2009                                                        | 31 ottobre 2020                                                        | Elezione 2009                                                          |                                                                        |
| Marcel Philipp                                                           | Elezione 2014                                                          | Unione Cristiano-Democratica di Germania                               | 21 ottobre 2009                                                        | 31 ottobre 2020                                                        |                                                                        |                                                                        |
| Sibylle Keupen                                                           |                                                                        | Indipendente                                                           | 1º novembre 2020                                                       | in carica                                                              | Elezione 2020                                                          |                                                                        |